# Międzynarodowa Unia Paneuropejska

Flaga ruchu paneuropejskiego

Jedna z wcześniejszych flag ruchu paneuropejskiego

Międzynarodowa Unia Paneuropejska – organizacja promująca paneuropeizm, ideę zjednoczenia Europy.
Poprzednikami idei byli m.in. Immanuel Kant, Jeremy Bentham, Victor Hugo, Giuseppe Mazzini, czy Teodor Korwin Szymanowski. Jej autorstwo jest przypisywane austriackiemu dyplomacie i hrabiemu Richardowi Coudenhove-Kalergiemu, który jako pierwszy ją gruntownie opracował i określił plan jej realizacji.

## Koncepcje Paneuropy

### Myśl Coudenhove-Kalergiego
W 1923 Kalergi wydał w Wiedniu Pan-Europe, gdzie pisał, że Europa jest punktem zapalnym, a tym samym politycznie i gospodarczo rozbitego kontynentu nie stać na utrzymanie długotrwałego pokoju. Paneuropa w koncepcji Coudenhove-Kalergiego obejmować miała obszar między Rosją, Atlantykiem i Morzem Śródziemnym. Było w niej miejsce dla kolonii państw europejskich. Wskazywał na dwa zagrożenia: istniejące – nacjonalizm Europejczyków oraz potencjalne – imperializm Rosji.
Kalergi sugerował konieczność utworzenia Stanów Zjednoczonych w wymiarze europejskim, co następować powinno stopniowo: w pierwszym etapie miały powstać krajowe związki paneuropejskie, w drugim – europejski związek celny, jednoczący państwa w jeden organizm gospodarczy, w trzecim – wspomniane „Stany Zjednoczone Europy”. Przewidywał również sąd rozjemczy, a jako najwyższą władzę w Zjednoczonej Europie dwuizbowy parlament; złożony z Izby Narodów, pochodzącej z wyborów powszechnych oraz Izby Państw, składającej się z delegatów państw. Założonej przez siebie w 1924 roku Unii Celnej, Kalergi powierzył trzy zadania:
1. promowanie współpracy gospodarczej;
2. rozstrzyganie spornych kwestii w sposób pokojowy;
3. regulowanie praw mniejszości narodowych[3].

Unia opowiadała się za zjednoczeniem Europy z wyjątkiem Wielkiej Brytanii (ze względu na usytuowanie i posiadłości kolonialne rozciągające się na czterech kontynentach) i Rosji (ze względu na potencjał i system polityczno-gospodarczy). Wspomniane kraje miały ustanowić własne bloki: Związek Panamerykański oraz Związek Dalekiego Wschodu.
Inicjator pomysłu podkreślał, że prawdziwym fundamentem zjednoczonej Europy będzie pomyślne zażegnanie konfliktu francusko-niemieckiego, a w końcowym efekcie współpraca. Dlatego miejsce szczególne w planach Coudenhove-Kalergi zajmowały Niemcy, których pozyskanie dla własnych planów uważał za klucz do realizacji idei. Tym samym stopniowo modyfikował swoje stanowisko w kwestii istniejących granic i w 1927 r. w imię racji nadrzędnych (pokoju w Europie) m.in. postulował korektę postanowień wersalskich w postaci cesji terytorialnych ze strony Polski i Litwy.
Ostatecznie zakładał powstanie ponadpaństwowej organizacji o federacyjnym charakterze wyposażonej we własny trybunał i armię, korzystającej z własnej unii celnej i monetarnej, a w szczególności opartej na równości, suwerenności i bezpieczeństwie swoich członków. W sprawie jedności europejskiej kulturowo wszystkie narody europejskie wywodzą się z jednego pnia, a więc tłumaczył zagadnienie jedności Europy, używając przykładu drzewa. Zgodnie z jego koncepcją: „gałęzie to narody, większość ludzi widzi same gałęzie, natomiast niektórym jest dane widzieć, że gałęzie wychodzą z jednego pnia i korzenia”.
Kalergi to autor koncepcji oraz działacz na rzecz zjednoczenia Europy. Nie był politykiem i nie pełnił funkcji państwowych, jednak zorganizował ruch europejski i współpracował z politykami po to, by jego koncepcja została wprowadzona w życie. Wysyłał swoje książki do polityków europejskich. W 1926 utworzył ruch Pan-europejski, następnie tworzył jego agendy w państwach Europy, by działacze poszczególnych krajów krzewili ideę tego ruchu w swoich społeczeństwach oraz oddziaływali na swoje rządy. W 1926 roku za efekty tej pracy Francuz Aristide Briand i minister spraw zagranicznych Niemiec Gustav Stresemann dostali pokojową nagrodę Nobla.
Wizja austriackiego dyplomaty opierała się na podjęciu się sztuki wychowania obywateli pozbawionych nacjonalizmu. Nowe pokolenie Europejczyków miało być bardziej doskonałe i bardziej szczęśliwe od poprzedniego. Dlatego swoją książkę adresował przede wszystkim do młodzieży Starego Kontynentu, aby w niej „obudzić wielki ruch polityczny”, gdyż „wielu marzy o zjednoczonej Europie; ale nieliczni są gotowi by ją budować. (...)”. Coudenhove wymyślił, że „znakiem jednoczącym Paneuropejczyków wszystkich państw będzie krzyż słoneczny: czerwony krzyż na złotym słońcu, symbol ludzkości i rozumu. Taka flaga miłości i ducha powinna powiewać od Portugalii po Polskę nad jednym mocarstwem światowym”.
Autor tak przedstawiał swoją koncepcję:

czy jakaś myśl pozostanie utopią, czy też stanie się rzeczywistością, zależy zazwyczaj od liczby i tężyzny jej zwolenników. Dopóki w Paneuropę wierzą tysiące – pozostanie utopią; dopiero kiedy zaczną w nią wierzyć miliony – stanie się programem politycznym; gdy tylko zaczną wierzyć setki milionów – stanie się rzeczywistością (...). W związku z tym (...) musi najpierw Paneuropa zapuścić korzenie w sercach i głowach Europejczyków. Mosty porozumienia, interesów i przyjaźni muszą zostać przerzucone od narodu do narodu, od przemysłu do przemysłu, od związku zawodowego do związku zawodowego, od literatury do literatury (...). Aby do tego doszło, musi we wszystkich państwach Europy wejść w życie ruch i organizacja, której niezaprzeczalnym celem jest budowa Paneuropy: Unia Paneuropejska!

Apel pomimo odzewu, poparcia ze strony elity intelektualnej, szybkiego rozwoju ruchu europejskiego, rozbudowywania sieci krajowych oddziałów, emisji Listów Europejskich w trzech językach był jedynie oznaką nadziei, inspiracją w kierunku podjęcia działań bardziej zdecydowanych.

### Przejęcie idei przez polityków
Większego rozmachu idea integracji nabrała po zaangażowaniu się w jej promowanie polityków francuskich Eduarda Herriota, czy Aristide Brianda – zabiegającego o poprawę stosunków francusko-niemieckich, co ważne, mającego poparcie podobnie myślącego swego niemieckiego partnera Gustava Stresemanna. W 1927 roku A. Brianda mianowano honorowym przedstawicielem Unii Paneuropejskiej. Inicjatorzy myśleli zarówno o współpracy politycznej, jak i ekonomicznej. Francuz w swoim exposé na forum Ligi Narodów – 5 września 1929 roku przedstawił interesujący projekt. Przemawiając, zwrócił uwagę słuchaczy na zależność:

pomiędzy narodami, które są geograficznie zbliżone, jak ma to miejsce w Europie, winien istnieć pewien rodzaj więzi federacyjnej (...). Oczywiście byłyby to powiązania w pierwszym rzędzie gospodarcze, albowiem one właśnie stanowią najpilniej wymagający rozwiązania aspekt zagadnienia (...). Jestem przekonany, że takie federalne powiązania mogłyby zdziałać wiele dobrego pod względem społecznym i politycznym, jednocześnie nie naruszając suwerenności żadnego z narodów, które uczestniczyłyby w tym związku (...)

Celem Brianda promocja bliższej współpracy między państwami Europy bez naruszania ich suwerenności i niezależności. W dziedzinie ekonomicznej proponował powołanie wspólnego rynku jako podstawowego warunku podniesienia dobrobytu obywateli nowej wspólnoty. W przeciwieństwie do Coudenhove-Kalergi, Briand nie eksponował radzieckiego zagrożenia Europy. Miał nadzieję, że w budowie nowego ładu europejskiego czołową rolę odegra zgodne współdziałanie Francji, Niemiec i Anglii – jedynymi państwami mogącymi przeciwstawić się presji amerykańskiego kapitału, najpierw poprzez utworzenie unii celnej między zainteresowanymi, później z kolejnymi państwami.

### Fiasko i okres powojenny
Indywidualne interesy każdego z państw i powstałe między nimi różnice zdań spowodowały, że przedstawiciele państw Ligi Narodów zlecili Briandowi przygotowanie memorandum do 27 państw Ligi Narodów. Plan Branda był propozycją unii politycznej i celnej z zachowaniem suwerenności i niezależności jej członków, co zostało wyraźnie podkreślone w memorandum. Brakowało jednak zrozumienia i poparcia we Francji i we Włoszech. Zdecydowanie przeciwny wobec planu był ZSRR, za byli Niemcy, gdzie doszły władzy siły nacjonalistyczne, z kolei Anglikom nie na rękę było zacieśnienie współpracy niemiecko-francuskiej. Jedynie Jugosłowianie, Bułgarzy, a zwłaszcza Holendrzy realnie rozważali możliwość wejścia do nowej organizacji europejskiej.
W 1932 roku Briand zmarł. Przed wybuchem II wojny światowej Coudenhove Kalergi wyjechał do USA, gdzie założył Radę Europejską, która miała spełniać funkcję nieistniejącej już Unii Paneuropejskiej. W 1946 roku powrócił do Europy i powołał do życia Europejską Unię Parlamentarną, której został sekretarzem 1950 roku. Uhonorowano go Nagrodą Karola Wielkiego za wybitne osiągnięcia na rzecz jedności europejskiej. Zaproponował także Radzie Europy projekt flagi europejskiej oraz jako hymn Europy IX Symfonię Ludwiga van Beethovena.

## Flaga Międzynarodowej Unii Paneuropejskiej

pierwotna wersja flagi

Autorem projektu flagi Unii jest Richard Coudenhove-Kalergi. Pierwotnie Unia posiadała sztandar w kolorze niebieskim, na którym centralnie umieszczony był złoty okrąg symbolizujący słońce, a na nim czerwony krzyż. Później na wzór flagi europejskiej dodano okrąg składający się z 12 złotych gwiazd.
Na temat tego sztandaru Caudenhove-Kalergi powiedział:

Znakiem, w którym zjednoczą się paneuropejczycy wszystkich państw jest krzyż słoneczny: czerwony krzyż na złotym słońcu, symbol ludzkości i rozumu. Ta flaga miłości i ducha powinna kiedyś powiewać od Portugalii po Polskę nad jednym mocarstwem światowym pokoju i wolności”.

Autor dodatkowo tak opisywał flagę i jej symbolikę:

Flaga zawiera trzy symbole: słońce, czerwony krzyż i błękitne niebo. W ten sposób jednoczy symbole cywilizacji grecko-łacińskiej i chrześcijaństwa, dwa podstawowe elementy współczesnej Europy.
Słońce jest wiecznym symbolem światła, ducha, postępu, dobrobytu i prawdy. (…) Czerwony krzyż jest uznawany przez cały świat, przez narody chrześcijańskie i niechrześcijańskie, jako symbol międzynarodowej działalności charytatywnej i braterstwa ludzi. (…) Błękitne niebo, naturalne tło Słońca, jest symbolem pokoju.

Flaga opracowana przez Coudenhove-Kalergi była używana już od 1923 r., choć oficjalnie została przyjęta na pierwszym Kongresie paneuropejskim w Wiedniu w 1926 roku.